# Scaptodrosophila paraclubata
Scaptodrosophila paraclubata är en tvåvingeart som först beskrevs av Sundaran och Gupta 1991.  Scaptodrosophila paraclubata ingår i släktet Scaptodrosophila och familjen daggflugor. Inga underarter finns listade i Catalogue of Life.